# Edi Orioli
Pour les articles homonymes, voir Orioli.
Edi Orioli, né le 5 décembre 1962 à Udine, est un  pilote de rallye-raid italien.

## Biographie
Figurant longtemps parmi les meilleurs pilotes moto de rallye-raid, avec au passage quatre victoires sur le Rallye Dakar et une victoire au Rallye des Pharaons, Edi Orioli a ensuite entamé, comme d'autres motards avant lui, une carrière automobile. Avant cela, il avait eu une belle carrière en enduro, principalement sur des machines de petites cylindrées.

## Palmarès
- Rallye Dakar :
  - Vainqueur en 1988 (Honda 750 NXR), 1990 (Cagiva 900), 1994 (Cagiva 900 Elephant) et 1996 (Yamaha 750 XTZ)
  - 2e en 1987 (Honda 650 XLM) et 3e en 1995 (Cagiva 900 Elephant)
- Rallye des Pharaons 1993